# Lythrurus alegnotus
Lythrurus alegnotus är en fiskart som först beskrevs av Snelson 1972.  Lythrurus alegnotus ingår i släktet Lythrurus och familjen karpfiskar. Inga underarter finns listade i Catalogue of Life.